# Innominate Tarn
Innominate Tarn ist ein kleiner Bergsee (Tarn) im nordenglischen Nationalpark Lake District. Er liegt südöstlich des Gipfels des Haystacks in einer Höhe von 520 Metern. Der See hat keinen erkennbaren Zu- und Abfluss.
Der Name bedeutet Namenloser See, ein selbstwidersprüchlicher Übername. In früheren Zeiten war der Name Loaf Tarn in Gebrauch, da die kleinen Torfinseln im See an Brotlaibe (englisch „loaf“) erinnern.

## Touristische Bedeutung
Der trotz seiner malerischen Lage und sehenswerten Bergszenerie eigentlich unbedeutende Tümpel besitzt bei den Besuchern und Bergwanderern des Lake District dadurch ein besonderes Ansehen, dass an seinem Ufer die Asche des bekannten Wanderpioniers und Wanderführer-Autors Alfred Wainwright verstreut wurde. Wainwright selbst hatte sich diesen Ort als letzte Ruhestätte gewünscht, beispielsweise in seinen Memoiren:

“All I ask for, at the end, is a long resting place by the side of Innominate Tarn, on Haystacks.”

„Alles was ich mir am Ende wünsche, ist eine lange Ruhestätte am Ufer des Innominate Tarn auf Haystacks.“

### Umbenennung
Nach Wainwrights Tod schlug der Borough Council Allerdale vor, Innominate Tarn in Wainwright Tarn umzubenennen, um Wainwrights Werk zu würdigen. Wainwright habe Landkarten geliebt und hätte es sicher amüsant gefunden, seinen Namen auf einer Karte verewigt zu sehen. Es seien früher schon Örtlichkeiten im Lake District nach Personen umbenannt worden, z. B. Birkett Fell, benannt nach einem Richter, der in einem Rechtsstreit um den Erhalt des Ullswater gegen die Wasserwerke von Manchester entschied, oder der Berg Robinson nach einem örtlichen Landeigentümer, in dessen Besitz der Berg war.
Gegenstimmen wandten ein, man könne im Lake District nicht einfach Orte, Berge, Seen oder dergleichen umbenennen. Wainwright selbst wäre damit nicht einverstanden gewesen, da er stets bescheiden und zurückhaltend auftrat. Gerade zur Benennung des „Robinson“ habe er geschrieben: „It could have been worse - It might have been a Smith or Jones or a Wainwright“. („Es hätte schlimmer kommen und ein Smith oder Jones oder Wainwright werden können“).
Schließlich erklärte sich der staatliche Kartendienst Ordnance Survey dazu bereit, künftig den neuen Namen auf offiziellen Karten zu benutzen. Doch seit sich herausgestellt hat, dass der See gar nicht auf dem Gebiet des antragsführenden Borough Allerdale liegt, sondern in die Zuständigkeit von Copeland fällt, ruht die Initiative.